# 公良孺

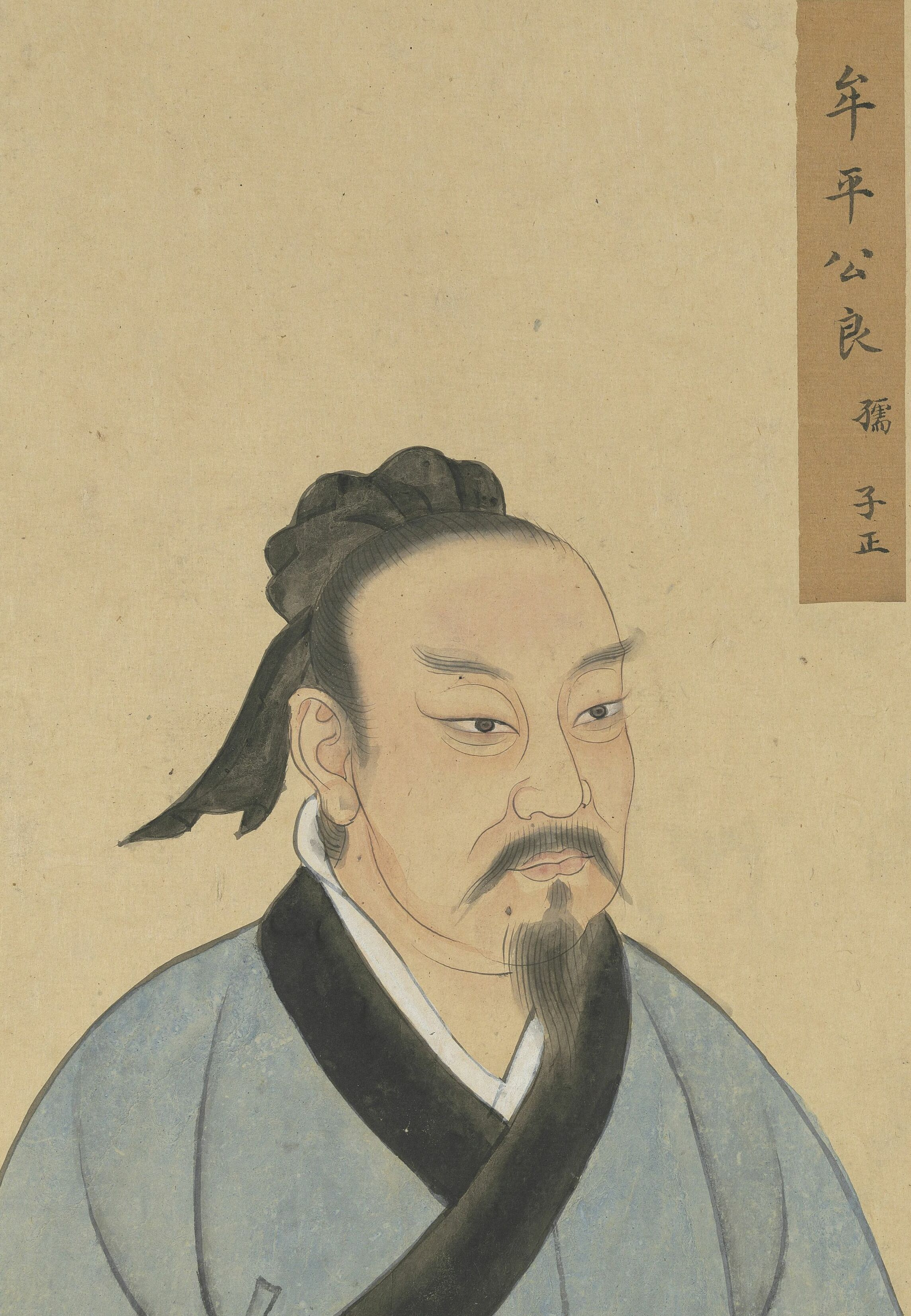
公良孺

公良孺（？—？），公良氏，名孺，字子正，又作公良儒、公襄儒，是陈国公族子弟，孔子弟子。
孔子周游列国的时候，路过蒲地，遇上公叔氏据蒲反叛卫国，蒲人阻止孔子继续前进。公良孺带了五辆私人战车跟随孔子，他身材高大有才德，且有勇力，叹气说：“我从前跟随老师周游在匡地遇到危难，又在宋国遭到桓魋伐树之难，如今又在这里遇到危难，这是命里注定的。与其见到老师再次遭难，我宁愿搏斗而死。”公良孺于是拔剑召集众人，和蒲人打起来，打得很激烈，蒲人害怕了，对孔子说：“如果你不到卫国去，我们就结盟，放你走。”孔子与他们订立了盟约，这才从东门出去。

## 后世追封
- 唐玄宗开元八年（720年）诏将其画像从祀孔庙
- 唐玄宗开元二十七年（739年）封为东牟伯
- 宋真宗大中祥符二年（1009年）加封牟平侯
- 明嘉靖九年（1530年）改称先贤公良子